# 104

104(백사)는 103보다 크고 105보다 작은 자연수다.

## 수학
- 합성수로, 그 약수는 1, 2, 4, 8, 13, 26, 52, 104다. 진약수의 합은 106이므로, 104는 과잉수다.
- {\displaystyle 104=2^{2}+10^{2}}
  - 서로 다른 두 자연수의 제곱합으로 나타낼 수 있는 수다.
- {\displaystyle 5^{4}-1}은 104로 나누어떨어진다.

## 과학
- 러더포듐(Rf)의 원자번호.
- NGC 104: 큰부리새자리 방향에 있는 구상 성단.

## 교통

### 철도
- 수도권 전철 1호선 지행역의 역번호.
- 부산 도시철도 1호선 사하역의 역번호.
- 대전 도시철도 1호선 대전역의 역번호.
- 광주 도시철도 1호선 문화전당역의 역번호.
- 대구 도시철도 1호선은 104번 역이 없고, 115번부터 시작한다.

### 도로
- 고속도로
  - 오토루트 104호선(프랑스어판): 프랑스의 고속도로.
  - 남해고속도로제2지선의 노선 번호
- 국도 제104호선
  - 일본 104번 국도: 아오모리현 하치노헤시에서 아키타현 오다테시까지 이어지는 일본의 국도.
  - 중국 104번 국도
- 기타 도로
  - 현도 제104호선

## 문화유산
- 대한민국의 국보 제104호: 전 원주 흥법사지 염거화상탑
- 대한민국의 보물 제104호: 서산 보원사지 오층석탑
- 대한민국의 사적 제104호: 남원 황산대첩비지

## 방송
- 스카이라이프의 미국 방송인 Smithsonian Channel 채널 번호.
- 지니 TV의 더 무비 채널 번호.
- B tv의 스마일TV 플러스 채널 번호.
- U+ TV의 SBS 스포츠 채널 번호.
- LG헬로비전의 스크린골프존 채널 번호.
- B tv 케이블의 이벤트TV 채널 번호.
- KT HCN의 OCN 무비스2 채널 번호.

## 기타
- 날짜: 1월 4일, 10월 4일
- 연도: 104년, 기원전 104년
- 요제프 하이든이 작곡한 교향곡 수.
- 일본에서 전화번호 안내를 위한 전화번호.